# 케이프코끼리땃쥐
케이프코끼리땃쥐 또는 케이프바위코끼리땃쥐, 케이프센지(Elephantulus edwardii)는 코끼리땃쥐과에 속하는 포유류의 일종이다. 남아프리카공화국의 토착종이다. 자연서식지는 암반지대이다.